# Сырково (Московская область)
Сырково — деревня в Московской области России. Входит в городской округ Солнечногорск. Население — 18 чел. (2010).

## География
Деревня расположена на северо-западе Московской области, в западной части округа, у границы с Клинским районом, примерно в 14,5 км к западу от центра города Солнечногорска, с которым связана прямым автобусным сообщением, на правом берегу впадающей в Истринское водохранилище реки Катыш.
В деревне одна улица — Родниковая, приписано 6 садоводческих товариществ. Ближайшие населённые пункты — деревни Горки, Никольское, Поповка и Рахманово.

## История
В середине XIX века деревня Поповка 1-го стана Клинского уезда Московской губернии принадлежала титулярному советнику Андрею Васильевичу Лебедеву, а с ней 8 дворов, крестьян 22 души мужского пола и 27 душ женского пола.
В «Списке населённых мест» 1862 года — владельческая деревня Клинского уезда по правую сторону Звенигородского тракта, в 20 верстах от уездного города и 14 верстах от становой квартиры, при колодцах, с 7 дворами и 48 жителями (22 мужчины, 26 женщин).
По данным на 1899 год — деревня Троицкой волости Клинского уезда с 53 душами населения.
В 1913 году — 10 дворов.
По материалам Всесоюзной переписи населения 1926 года — деревня Поповкинского сельсовета Троицкой волости Клинского уезда в 8,5 км от Пятницкого шоссе и 12,8 км от станции Фроловская Октябрьской железной дороги, проживало 47 жителей (28 мужчин, 19 женщин), насчитывалось 9 крестьянских хозяйств.
С 1929 года — населённый пункт в составе Солнечногорского района Московского округа Московской области. Постановлением ЦИК и СНК от 23 июля 1930 года округа как административно-территориальные единицы были ликвидированы.
1929—1939 гг. — деревня Горковского сельсовета Солнечногорского района.
1939—1954 гг. — деревня Дудкинского сельсовета Солнечногорского района.
1954—1957, 1960—1963, 1965—1976 гг. — деревня Рахмановского сельсовета Солнечногорского района.
1957—1960 гг. — деревня Рахмановского сельсовета Химкинского района.
1963—1965 гг. — деревня Рахмановского сельсовета Солнечногорского укрупнённого сельского района.
1976—1994 гг. — деревня Обуховского сельсовета Солнечногорского района.
С 1994 до 2006 гг. деревня входила в Обуховский сельский округ Солнечногорского района.
С 2005 до 2019 гг. деревня включалась в Кривцовское сельское поселение Солнечногорского муниципального района.
С 2019 года деревня входит в городской округ Солнечногорск, в рамках администрации которого относится с территориальному управлению Кривцовское.

## Население
| 1852 | 1859 | 1890 | 1899 | 1926 | 1932 | 1966 |
| ---- | ---- | ---- | ---- | ---- | ---- | ---- |
| 49   | ↘48  | ↗84  | ↘53  | ↘47  | ↗88  | ↘23  |
| 1998 | 2002 | 2010 |      |      |      |      |
| ↘9   | ↘7   | ↗18  |      |      |      |      |